# Farouk Mardam-Bey
Farouk Mardam-Bey (Damasco, 1944) es un editor residente en Francia desde 1965. Licenciado en Ciencias Políticas en la Universidad de Caen y en Didáctica de la Historia en la Universidad de París VII. Fue jefe de la biblioteca del Instituto del Mundo Árabe, donde actualmente es Consejero Cultural. Desde 1981 es director de publicación de la Revue d'études palestiniennes y, desde 1995, editor y director de la colección «Sindbad» de Actes Sud.
En 1992 publica, en colaboración con Samir Kassir, Itinéraires de Paris à Jérusalem: la France et le conflit israélo-arabe, 1917-1991. Junto a Elias Sanbar, ha coordinado la edición de las obras: Palestine: cartes postales de la collection de Ezzedine Kalak (1980), Classiques arabes (1981), Jérusalem, le sacré et le politique (2000) y El derecho al retorno : el problema de los refugiados palestinos (2002). También ha coordinado la publicación de títulos como: Mille et un livres sur le monde arabe (1990), Le monde arabe: bibliographie sélective et analytique (1987), Ecrivains arabes d'hier et d'aujourd'hui (1996), Palestine, l'enjeu culturel (1997), Liban, figures contemporaines (1999) y La Poésie arabe (1999). Ha traducido al francés obras de los escritores Mahmud Darwish y Saadi Youssef, y es autor de tres libros sobre gastronomía.